# Liste der Biografien/Langh
Liste der Biografien |
Portal Biografien |
Personensuche
# |
A |
B |
C |
D |
E |
F |
G |
H |
I |
J |
K |
L |
M |
N |
O |
P |
Q |
R |
S |
T |
U |
V |
W |
X |
Y |
Z |
?
 
La |
Lb |
Lc |
Le |
Lg |
Lh |
Li |
Lj |
Ll |
Lm |
Lo |
Lp |
Lt |
Lu |
Lv |
Lw |
Lx |
Ly |
Lz
 
Laa |
Lab |
Lac |
Lad |
Lae–Lah |
Lai |
Laj |
Lak |
Lal |
Lam |
Lan |
Lao |
Lap |
Laq |
Lar |
Las |
Lat |
Lau |
Lav |
Law |
Lax |
Lay |
Laz
 
Lana |
Lanc |
Land |
Lane |
Lanf |
Lang |
Lanh |
Lani |
Lanj |
Lank |
Lanl |
Lanm |
Lann |
Lano |
Lanp |
Lanq |
Lanr |
Lans |
Lant |
Lanu |
Lanv |
Lanw |
Lanx |
Lany |
Lanz
 
Langa |
Langb |
Langd |
Lange |
Langf |
Langg |
Langh |
Langi |
Langj |
Langk |
Langl |
Langm |
Langn |
Lango |
Langr |
Langs |
Langt |
Langu |
Langv |
Langw 
Die Liste der Biografien führt alle Personen auf, die in der deutschsprachigen Wikipedia einen Artikel haben. Dieses ist eine Teilliste mit 94 Einträgen von Personen, deren Namen mit den Buchstaben „Langh“ beginnt.

## Langh
- Lángh, Júlia (* 1942), ungarische Autorin

### Langha
- Langhaar, Henry L. (1909–1992), US-amerikanischer Ingenieur
- Langhage, Henning (* 1943), deutscher Jazzmusiker
- Langhagel, Joachim (1914–2000), deutscher Orthopäde
- Langhagen, Christian, deutscher Filmjournalist und Übersetzer
- Langhals, Heinz (* 1948), deutscher Chemiker und Hochschullehrer
- Langham, J. N. (1861–1945), US-amerikanischer Politiker
- Langham, Nat (1820–1871), englischer Boxer in der Bare-knuckle-Ära
- Langham, Simon († 1376), Erzbischof von Canterbury, Lordkanzler, Kardinal
- Langham, Wallace (* 1965), US-amerikanischer SchauspielerWallace Langham (* 1965)

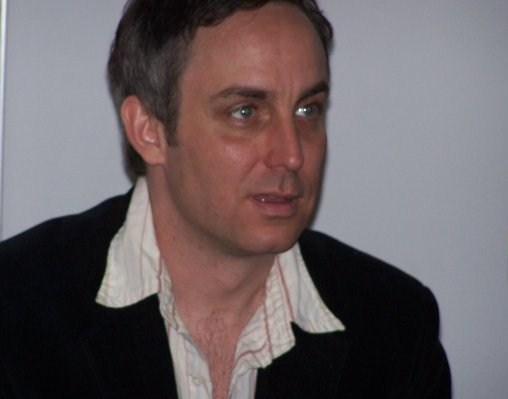
Wallace Langham (* 1965)

- Langhamer, Marek (* 1994), tschechischer Eishockeytorwart
- Langhammer, Arthur (1854–1901), deutscher Maler und Illustrator
- Langhammer, Carl (1840–1906), österreichischer Architekt
- Langhammer, Carl (1868–1943), deutscher Maler und Illustrator
- Langhammer, Helmut (* 1940), deutscher Bildhauer, Objekt- und Installationskünstler
- Langhammer, Jakub (* 1984), tschechischer Eishockeyspieler
- Langhammer, Leopold (1891–1975), österreichischer Volksbildner
- Langhammer, Maria (* 1962), schwedische Schauspielerin und Sängerin
- Langhammer, Meinrad (1884–1942), sudetendeutscher Militärgeistlicher und Chorherr des Stifts Tepl
- Langhammer, Rolf (* 1947), deutscher Wirtschaftswissenschaftler
- Langhammer, Rudolf (1889–1958), tschechoslowakischer Lehrer, Archivar und Heimatforscher
- Langhammer, Ruthild (* 1940), deutsche Malerin
- Langhammer, Uwe (* 1965), deutscher Stabhochspringer
- Langhans, Carl Ferdinand († 1869), deutscher Architekt
- Langhans, Carl Gotthard (1732–1808), deutscher Baumeister und ArchitektCarl Gotthard Langhans (1732–1808)

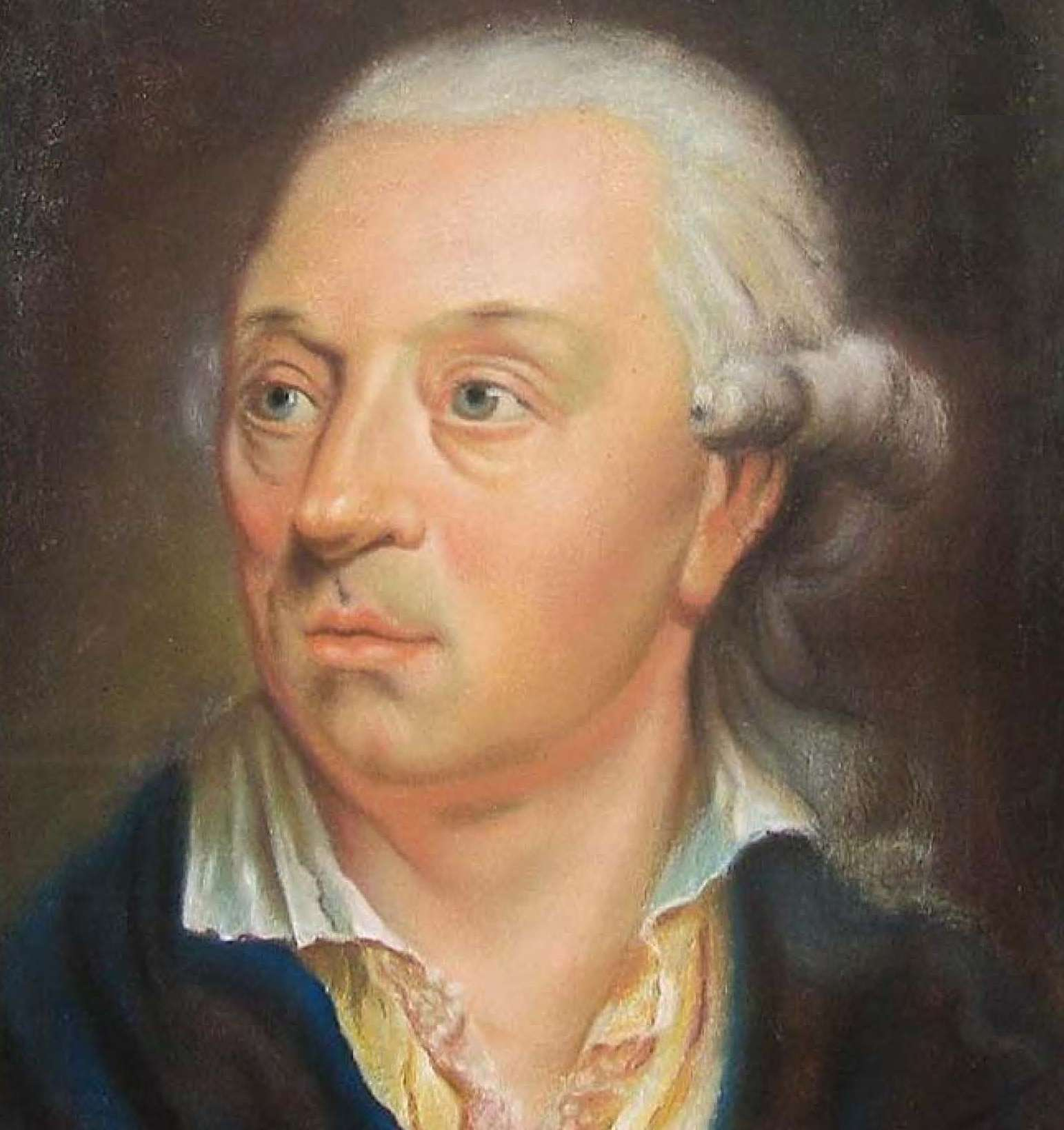
Carl Gotthard Langhans (1732–1808)

- Langhans, Daniel Friedrich (1796–1875), Schweizer Pfarrer und Pädagoge
- Langhans, Eduard (1832–1891), Schweizer evangelischer Geistlicher und Hochschullehrer
- Langhans, Ernst Friedrich (1829–1880), Schweizer reformierter Theologe liberaler Richtung
- Langhans, Friedrich von (1840–1901), deutscher Jurist
- Langhans, Friedrich Wilhelm (1832–1892), deutscher Violinist, Komponist, Musikschriftstelle und Musikpädagoge
- Langhans, Gabor (* 1989), deutscher Handballspieler
- Langhans, George (1895–1972), deutscher Mediziner, Hygieniker und Hochschullehrer
- Langhans, Georgia (* 1947), deutsche Politikerin (Bündnis 90/Die Grünen), MdL
- Langhans, Heike (* 1988), südafrikanische Musikerin und Sängerin
- Langhans, Herbert (1920–2015), deutscher Tanz- und Musikpädagoge, Hochschullehrer
- Langhans, Herbie (* 1975), deutscher Rock- und Metal-Sänger
- Langhans, Ingo, deutscher Lehrer und Autor von Schulbüchern
- Langhans, Jobst (* 1955), deutscher Regisseur, Schauspieler und Schauspieltrainer
- Langhans, Katrin (* 1987), deutsche Journalistin
- Langhans, Magda (1903–1987), deutsche Politikerin (KPD), MdHB
- Langhans, Paul (1867–1952), deutscher Geograph und Kartograph
- Langhans, Rainer (* 1940), deutscher Autor und Filmemacher, Symbolfigur der 1968er-BewegungRainer Langhans (* 1940)

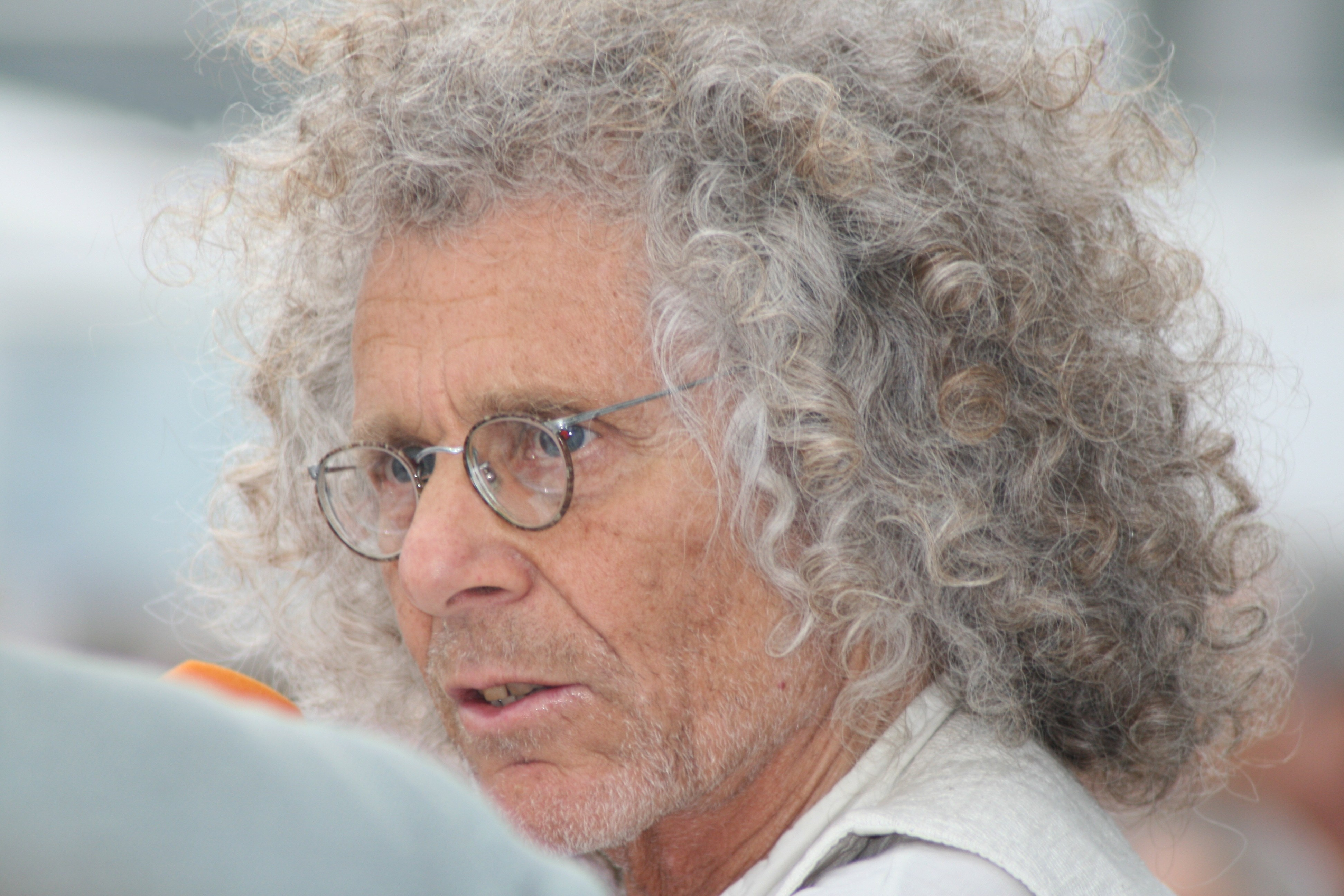
Rainer Langhans (* 1940)

- Langhans, Sebastian, deutscher Verwaltungsbeamter
- Langhans, Susanne (* 1976), deutsche Fernsehmoderatorin
- Langhans, Theodor (1839–1915), deutscher Mediziner
- Langhans-Maync, Susy (1911–2003), Schweizer Schriftstellerin
- Langhansen, Christian (1660–1727), deutscher Mathematiker und lutherischer Theologe
- Langhansen, Christoph (1691–1770), deutscher Mathematiker und lutherischer Theologe
- Langhard, Stephan (* 1967), deutscher parteiloser Politiker, Bürgermeister von Schwelm
- Langhart, Konrad (* 1963), Schweizer Politiker

### Langhe
- Langheid, Theo (* 1952), deutscher Jurist mit dem Schwerpunkt Versicherungsrecht
- Langheim, Götz von (1928–2013), deutscher Schauspieler
- Langhein, A. W. Heinrich (* 1962), deutscher Politiker (CDU)
- Langhein, Carl (1872–1941), deutscher Maler und Grafiker
- Langheinrich, Christian Ritter von (1870–1950), deutscher Offizier und Politiker (DDP)
- Langheinrich, David (1978–2006), deutscher Rallyefahrer
- Langheinrich, Franz (1864–1945), deutscher Erzähler, Lyriker und Redakteur
- Langheinrich, Leonard (1890–1944), deutscher Journalist, Rundfunkmoderator, Literaturkritiker und Schriftsteller
- Langheinz, Ernst (1894–1972), deutscher Theaterschauspieler
- Langheld, Carl Christian Friedrich (1751–1823), deutscher Jurist und Amtmann
- Langheld, Georg (1905–1973), deutscher Seeoffizier, zuletzt Kapitän zur See der Kriegsmarine
- Langheld, Wilhelm (1867–1917), deutscher Offizier und KolonialverwalterWilhelm Langheld (1867–1917)

Wilhelm Langheld (1867–1917)

- Langheld, Wolf-Dieter (* 1950), deutscher General (Bundeswehr)
- Langhelle, Nils (1907–1967), norwegischer Politiker

### Langho
- Langhof, Christoph (* 1948), österreichischer Architekt
- Langhoff, Anna (* 1965), deutsche Schriftstellerin, Regisseurin und Dramaturgin
- Langhoff, Friedrich (1818–1887), deutscher Gutsbesitzer und Politiker (DFP), MdR
- Langhoff, Gerd (* 1931), deutscher Sportwissenschaftler, Hochschullehrer und Handballspieler
- Langhoff, Holger (* 1961), deutscher Handballspieler
- Langhoff, Jürgen, deutscher Basketballspieler
- Langhoff, Karl-Heinz (1913–1990), deutscher Leichtathlet
- Langhoff, Klaus (* 1939), deutscher Handballspieler und Handballtrainer
- Langhoff, Lukas (* 1964), deutscher Theaterregisseur
- Langhoff, Matthes (* 2002), deutscher Handballspieler
- Langhoff, Matthias (* 1941), deutscher Theaterregisseur
- Langhoff, Norbert (* 1935), deutscher Ingenieur und Gerätebauer
- Langhoff, Paul (* 1914), deutscher Radrennfahrer
- Langhoff, Shermin (* 1969), deutsche TheatermacherinShermin Langhoff (* 1969)

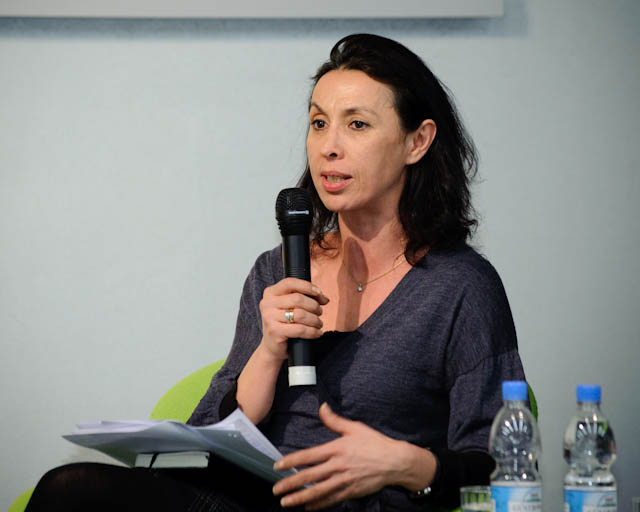
Shermin Langhoff (* 1969)

- Langhoff, Thomas (1938–2012), deutscher Theaterregisseur und Intendant
- Langhoff, Tobias (1962–2022), deutscher Theater- und Filmschauspieler
- Langhoff, Udo (1912–1994), deutscher Schauspieler, Fernsehregisseur und -produzent
- Langhoff, Walter (1883–1944), deutscher Industrieller und Führer des Allgemeinen Deutschen Waffenrings
- Langhoff, Wolfgang (1901–1966), deutscher Schauspieler, Regisseur und Kommunist, MdVWolfgang Langhoff (1901–1966)

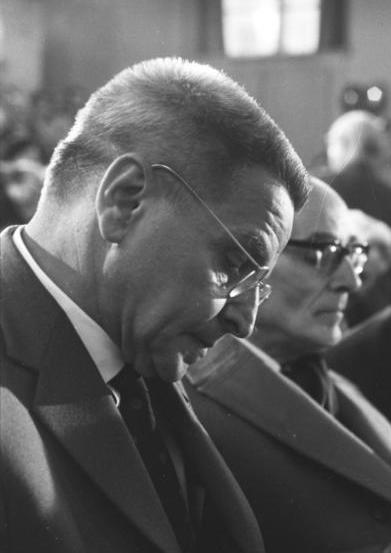
Wolfgang Langhoff (1901–1966)

- Langhoff, Wolfgang (* 1960), deutscher Manager
- Langholf, Volker (* 1940), deutscher Klassischer Philologe und Medizinhistoriker
- Langholm, Svein (* 1951), norwegischer Radrennfahrer
- Langholz, Hans-Jürgen (1935–2024), deutscher Agrarwissenschaftler und Hochschullehrer
- Langhorne, Crystal (* 1986), US-amerikanische Basketballspielerin
- Langhorne, Pat (* 1955), schottische Physikerin und Hochschullehrerin
- Langhorne, William 1. Baronet († 1715), englischer Kolonialadministrator
- Langhorst, Carl (1867–1950), deutscher Porträtmaler
- Langhorst, Friedrich (1872–1935), deutscher Politiker
- Langhorst, Jost (* 1966), deutscher Internist und Gastroenterologe
- Langhout, Jenne (1918–2010), niederländischer Hockeyspieler